# XXV Giochi olimpici invernali
I XXV Giochi olimpici invernali, noti anche come Milano Cortina 2026, si terranno dal 6 al 22 febbraio 2026 a Milano e Cortina d'Ampezzo, città assegnatarie della manifestazione in forma congiunta (novità assoluta nella storia dei Giochi). Oltre che a Milano e a Cortina d'Ampezzo, le gare si svolgeranno a Rho (MI), Assago (MI), Bormio (SO), Livigno (SO), Predazzo (TN), Rasun-Anterselva (BZ), Tesero (TN).
Sarà la terza edizione olimpica invernale ospitata in Italia dopo la stessa Cortina nel 1956 e Torino nel 2006, nonché la quarta assoluta includendovi quella estiva di Roma 1960. Oltre ad essere la prima edizione con ufficialmente due città ospitanti, sarà anche la seconda in cui le cerimonie di apertura e di chiusura si terranno in due sedi differenti, dopo Sarajevo 1984.
Con questa edizione, inoltre, la città di Cortina diventerà la quarta città ad ospitare i Giochi invernali per almeno due volte, dopo Sankt Moritz (che ha ospitato le Olimpiadi invernali nel 1928 e 1948), Lake Placid (1932 e 1980) e Innsbruck (1964 e 1976).

## Assegnazione

Il Centro Congressi SwissTech di Losanna, al cui interno furono assegnati dal CIO, nel 2019, i Giochi alle città di Milano e Cortina d'Ampezzo.

La seconda candidatura olimpica ufficiale di Milano e la sesta di Cortina d'Ampezzo, in questo caso per ospitare congiuntamente i XXV Giochi olimpici invernali nel 2026, NON avvenne il 1º ottobre 2018 con la presentazione al CIO della richiesta da parte del Comitato Olimpico Nazionale Italiano, a firma del presidente Giovanni Malagò, a seguito del sostegno Consiglio dei ministri della Repubblica Italiana ricevuto il 28 settembre.
I XXV Giochi olimpici invernali del 2026 furono assegnati il 24 giugno 2019, durante il 134º congresso del Comitato Olimpico Internazionale (CIO) svoltosi a Losanna. La sessione si sarebbe dovuta svolgere proprio a Milano, come deciso all'unanimità durante il 131ª congresso del CIO svolto a Lima nel 2017; tuttavia venne spostata presso la sede del CIO a Losanna poiché la Carta Olimpica non consentiva che una sessione si svolgesse in un paese che si era candidato ad ospitare dei Giochi assegnati durante quella stessa sessione. Nella sede congressuale, ospitata nei locali del Centro Congressi SwissTech di Losanna, vennero presentate le due candidature ufficiali rimaste in lizza, Milano-Cortina d'Ampezzo (Italia) e Stoccolma-Åre (Svezia), delle sette iniziali (vi erano anche la canadese Calgary, la turca Erzurum, l'austriaca Graz e la giapponese Sapporo, ritiratesi o escluse nelle prime fasi della selezione).
La candidatura di Milano-Cortina d'Ampezzo venne scelta rispetto alla proposta svedese, ottenendo la maggioranza assoluta dei voti. Il risultato fu annunciato alle ore 18:03 alla platea del Congresso dal presidente del CIO Thomas Bach, con le seguenti parole:
| Candidatura              | Paese  | Round 1 |
| Milano-Cortina d'Ampezzo | Italia | 47      |
| Stoccolma-Åre            | Svezia | 34      |

Fu la sesta volta che l'organizzazione di un evento olimpico venne affidata dal CIO all'Italia, ma sarà la quarta edizione regolarmente svolta dopo i VII Giochi olimpici invernali del 1956 a Cortina d'Ampezzo, i Giochi della XVII Olimpiade del 1960 a Roma e i XX Giochi olimpici invernali del 2006 a Torino (poiché i Giochi della IV Olimpiade del 1908 assegnati sempre sempre a Roma furono disputati a Londra a causa dell'eruzione del Vesuvio del 1906 e i Giochi olimpici invernali 1944 assegnati a sempre a Cortina d'Ampezzo vennero annullati a causa del perdurare della seconda guerra mondiale).
Come da accordi tra il Comitato Paralimpico Internazionale e il Comitato Olimpico Internazionale, le città di Milano e Cortina d'Ampezzo selezionate per ospitare i XXV Giochi olimpici invernali dovranno ospitare anche i corrispondenti XIV Giochi paralimpici invernali.
Il 20 febbraio 2022, durante la cerimonia di chiusura dei XXIV Giochi olimpici invernali di Pechino, alle ore 21:05 UTC+8 vi fu il tradizionale passaggio di consegne, noto anche come "cerimonia di Anversa": la bandiera dell'Italia venne issata su uno dei tre pennoni accanto a quelle greca (nazione "patria dei Giochi") e cinese, con l'esecuzione de Il Canto degli Italiani, inno nazionale d'Italia, eseguito dalla cantante italiana Malika Ayane accompagnata al violino da Giovanni Andrea Zanon (durante l'inno vi fu la proiezione del territorio italiano, sulla pista di ghiaccio, formato da 7.904 stelle rappresentanti i comuni del Paese in quel momento); successivamente il sindaco di Pechino Chen Jining consegnò la bandiera olimpica al presidente del CIO Thomas Bach che, a sua volta, la passò nelle mani dei sindaci di Milano Giuseppe Sala e di Cortina d'Ampezzo Gianpietro Ghedina, che la sventolarono al centro dello Stadio nazionale di Pechino.
Successivamente si svolse la "sezione a tema italiano" della cerimonia, dal titolo «Duality, Together», che iniziò con i due bambini Vittorio e Gloria, che rotolarono un globo che rappresentava le due città italiane e la storia della Via della seta. Un primo filmato mostrò due ballerini che attraversavano le città ospitanti: un uomo che correva nel paesaggio urbano di Milano e una donna che correva sulle montagne innevate di Cortina d'Ampezzo; finito il filmato i due ballerini si esibirono insieme allo stadio di Pechino in una danza moderna per rappresentare la storia e gli aspetti culturali dell'Italia, realizzata su direzione artistica di Marco Balich, concludendosi con la proiezione della scritta "Milano-Cortina 2026" sul ghiaccio. Un secondo filmato, mostrò dapprima vari atleti che reggevano diverse bandiere italiane e bandiere con il logo delle Olimpiadi invernali del 2026, poi le Frecce Tricolori che sorvolavano i cieli di Venezia e delle Alpi italiane, e infine i presidenti delle due regioni ospitanti, Attilio Fontana per la Lombardia e Luca Zaia per il Veneto, che davano il benvenuto in Italia in lingua cinese.
Il 21 febbraio i sindaci Sala e Ghedina e la delegazione italiana presenti a Pechino sbarcarono all'aeroporto di Milano Malpensa con la bandiera olimpica, che rimarrà conservata a Palazzo Marino, sede comunale del capoluogo lombardo, per il successivo quadriennio olimpico con una copia che sarà esposta per lo stesso periodo presso il palazzo municipale di Cortina d'Ampezzo.

## Sviluppo e preparazione

### Organizzazione
In base al "Contratto della Città ospitante" sottoscritto il 24 giugno 2019 a Losanna, il Comitato Olimpico Internazionale assegnò al Comitato olimpico nazionale italiano e ai comuni di Milano e Cortina d'Ampezzo la responsabilità dell'organizzazione dei Giochi olimpici e dei XIV Giochi paralimpici invernali.
Il Comitato Organizzatore (denominato "Fondazione Milano Cortina 2026") fu creato nel 2019, con presidente Giovanni Malagò.
L'organismo tecnico che si occupa della realizzazione delle opere (impianti di gara e infrastrutture) necessarie allo svolgimento dei Giochi, è la società per azioni denominata "Società Infrastrutture Milano Cortina 2020–2026", il cui acronimo è "SIMICO", costituita il 22 novembre 2021, con sede a Roma. La società svolge tutte le attività di realizzazione, quale centrale di committenza e stazione appaltante, anche stipulando convenzioni con altre amministrazioni aggiudicatrici, delle opere nel rispetto delle disposizioni del Decreto Legge dell'11 Marzo 2020. Il "Piano delle opere olimpiche", approvato con DPCM dell'8 settembre 2023, era costituito inizialmente da 100 opere da realizzarsi in Lombardia, Veneto e Trentino-Alto Adige (regioni sedi dei Giochi), delle quali 30 impianti sportivi necessari allo svolgimento dei Giochi e 70 infrastrutture che sarebbero rimaste a servizio delle varie località.
Comitato Organizzatore
Il Comitato Organizzatore dei XXV Giochi olimpici invernali, il cui nome ufficiale è "Fondazione Milano Cortina 2026", è l'ente costituito dal Comitato olimpico nazionale italiano, dal Comitato Italiano Paralimpico, dalle regioni Lombardia e Veneto, dalle provincie autonome di Trento e Bolzano e dai comuni di Milano e di Cortina d'Ampezzo, con il compito di organizzare l'evento e i XIV Giochi paralimpici invernali.
Il comitato, creato il 9 dicembre 2019, ha sede definitiva presso la Torre Isozaki, in piazza Tre Torri 3 a Milano. La presidenza dell'ente è stata conferita, dal Consiglio di Amministrazione, al presidente del CONI Giovanni Malagò e la vicepresidenza al presidente del CIP Luca Pancalli, con amministratore delegato Vincenzo Novari (sostituito a novembre 2022 da Andrea Varnier). Il C.O. è composto da quindici membri: due membri del CIO, due rappresentanti del CONI (presidente e segretario generale), un rappresentante del CIP (presidente), un'atleta olimpica e un'atleta paralimpica, sei rappresentanti degli enti territoriali coinvolti nei Giochi (Comune di Milano, Comune di Cortina d'Ampezzo, Regione Lombardia, Regione Veneto, Provincia autonoma di Trento, Provincia autonoma di Bolzano), un membro nominato con decreto del Presidente del Consiglio dei Ministri della Repubblica Italiana.

### Sedi
Per i XXV Giochi olimpici invernali i quattordici impianti di gara utilizzati saranno così dislocati: sette in Lombardia (due a Milano e uno ciascuno nei vicini comuni di Assago e Rho della stessa città metropolitana di Milano, due a Livigno e uno a Bormio in Provincia di Sondrio); quattro in Veneto (tre a Cortina d'Ampezzo in Provincia di Belluno e uno a Verona); tre in Trentino-Alto Adige (uno ciascuno a Predazzo e Tesero nella Provincia Autonoma di Trento e a Rasun-Anterselva nella Provincia Autonoma di Bolzano). Per il villaggio olimpico, si è scelto di realizzare tre complessi distinti (uno permanente a Milano e due provvisori a Cortina d'Ampezzo e a Predazzo), oltre ad accordi con strutture alberghiere a Bormio e Livigno.

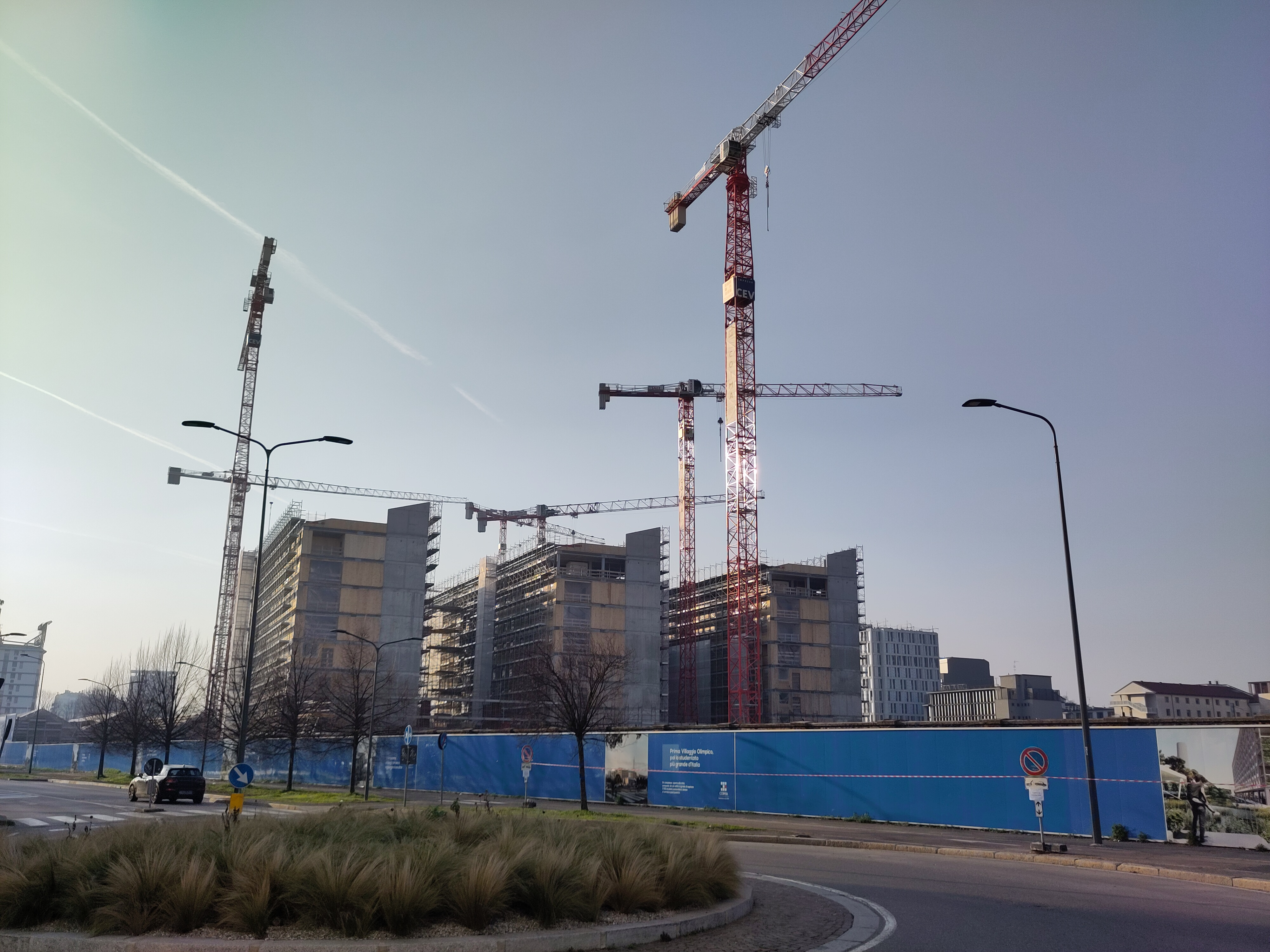
Il Villaggio Olimpico di Milano in costruzione, nel 2024.

Le sedi di gara sono suddivise e inserite tutte in quattro cluster: "Milano" (gli impianti del capoluogo lombardo, Assago e Rho), "Cortina" (gli impianti della cittadina veneta e quello di Rasun-Anterselva), "Valtellina" (gli impianti di Bormio e Livigno) e "Val di Fiemme" (gli impianti di Predazzo e di Tesero). La dislocazione degli impianti ripropone il modello già utilizzato nei Giochi invernali, prima la prima volta in Europa a Torino 2006 e replicato successivamente a Vancouver 2010, Sochi 2014 e Pechino 2022: gli sport sul ghiaccio disputati in città, in questo caso nei cluster di Milano e di Cortina, gli eventi sulla neve nelle regioni montane, cluster di Valtellina e Val di Fiemme.
Delle quattordici sedi ufficiali, il solo nuovo impianto permanente progettato e realizzato sarà il Pala Santagiulia, quello esistente demolito e totalmente ricostruito sarà il Cortina Sliding Centre, otto saranno gli impianti esistenti da adeguare per i Giochi (il Forum di Assago, il Livigno Aerials & Moguls Park, lo Stadio olimpico del ghiaccio di Cortina, la pista Olimpia, la pista Stelvio, lo Stadio del salto Giuseppe Dal Ben, l'Arena Alto Adige e il Centro del fondo e del biathlon Fabio Canal), due le strutture esistenti temporaneamente da adibire a impianto sportivo (la Fiera di Milano e l'Arena di Verona), un solo impianto temporaneo (il Livigno Snow Park), e, infine, l'impianto già esistente senza necessità di lavori sarò lo Stadio Giuseppe Meazza. Rispetto alle sedi proposte in fase di candidatura, sono state apportate alcune modifiche nella lista finale dei Giochi: le gare di hockey su ghiaccio inizialmente previste al PalaSharp a Milano e il pattinaggio di velocità da svolgersi al stadio del ghiaccio di Baselga di Piné, saranno disputate alla Fiera di Milano a Rho e dei tre villaggi olimpici proposti a Milano, Cortina e Livigno, non verrà realizzato quest'ultimo (sostituito dagli accordi con alberghi di Bormio e della stessa Livigno) e ne verrà realizzato invece uno a Predazzo.
I lavori per la costruzione dei nuovi impianti, la ristrutturazione di quelli esistenti, la realizzazione di sedi temporanee e di alcuni villaggi olimpici sono curati dall'azienda pubblica italiana di ingegneria "SIMICO"; le opere effettuate sono quelle contenute nel "Piano delle opere olimpiche" riportato nel decreto del Presidente del Consiglio dei ministri dell'8 settembre 2023. Sono esclusi dalle opere di SIMICO i lavori ad alcune sedi del cluster di Milano (PalaItalia, Fiera di Milano e Villaggio Olimpico di Milano) in quanto sono a carico di investitori privati.
Il costo preventivato in fase di candidatura per le opere sugli impianti permanenti e temporanei sedi di gara e di allenamento sarebbe di 205749091 $, mentre la spesa per i tre villaggi olimpici sarebbe quantificata in 202446130 $; considerando altre voci di spesa, nel dossier di candidatura il totale dei costi sulle sedi risulterebbe di 264215126 $ di investimenti pubblici e di 184434305 $ di investimenti privati.
Sedi non competitive
| Città             | Impianto                        | Capacità | Evento                   |
| ----------------- | ------------------------------- | -------- | ------------------------ |
| Milano            | Milano San Siro Olympic Stadium | 76 000   | Cerimonia di apertura    |
| Milano            | Piazza delle Medaglie           | N.d.     | Cerimonie di premiazione |
| Cortina d'Ampezzo | Piazza delle Medaglie           | N.d.     | Cerimonie di premiazione |
| Verona            | Arena di Verona                 | 15 000   | Cerimonia di chiusura    |

Sedi di gara
| Città                       | Impianto                            | Capacità | Sport                   |
| --------------------------- | ----------------------------------- | -------- | ----------------------- |
| Milano                      | Arena Santa Giulia                  | 16 000   | Hockey su ghiaccio      |
| Cortina d'Ampezzo (Belluno) | Cortina Sliding Centre              | 5 500    | Bob                     |
| Cortina d'Ampezzo (Belluno) | Cortina Sliding Centre              | 5 500    | Skeleton                |
| Cortina d'Ampezzo (Belluno) | Cortina Sliding Centre              | 5 500    | Slittino                |
| Cortina d'Ampezzo (Belluno) | Tofane Alpine Skiing Centre         | 7 000    | Sci alpino              |
| Cortina d'Ampezzo (Belluno) | Cortina Curling Olympic Stadium     | 3 000    | Curling                 |
| Assago (Milano)             | Milano Ice Skating Arena            | 9 700    | Pattinaggio di figura   |
| Assago (Milano)             | Milano Ice Skating Arena            | 9 700    | Short track             |
| Bormio (Sondrio)            | Stelvio Ski Centre                  | 7 000    | Sci alpino              |
| Bormio (Sondrio)            | Stelvio Ski Centre                  | 7 000    | Sci alpinismo           |
| Livigno (Sondrio)           | Livigno Snow Park                   | 8 400    | Freestyle               |
| Livigno (Sondrio)           | Livigno Snow Park                   | 2 000    | Snowboard               |
| Livigno (Sondrio)           | Livigno Aerials & Moguls Park       | 3 000    | Freestyle               |
| Predazzo (Trento)           | Predazzo Ski Jumping Stadium        | 5 000    | Combinata nordica       |
| Predazzo (Trento)           | Predazzo Ski Jumping Stadium        | 5 000    | Salto con gli sci       |
| Rasun-Anterselva (Bolzano)  | Anterselva Biathlon Arena           | 19 000   | Biathlon                |
| Rho (Milano)                | Milano Ice Park                     | 5 800    | Hockey su ghiaccio      |
| Rho (Milano)                | Milano Ice Park                     | 7 500    | Pattinaggio di velocità |
| Tesero (Trento)             | Tesero Cross-Country Skiing Stadium | 15 000   | Combinata nordica       |
| Tesero (Trento)             | Tesero Cross-Country Skiing Stadium | 15 000   | Sci di fondo            |

Villaggio Olimpico

Lo stadio Giuseppe Meazza, sede della cerimonia di apertura dei Giochi.

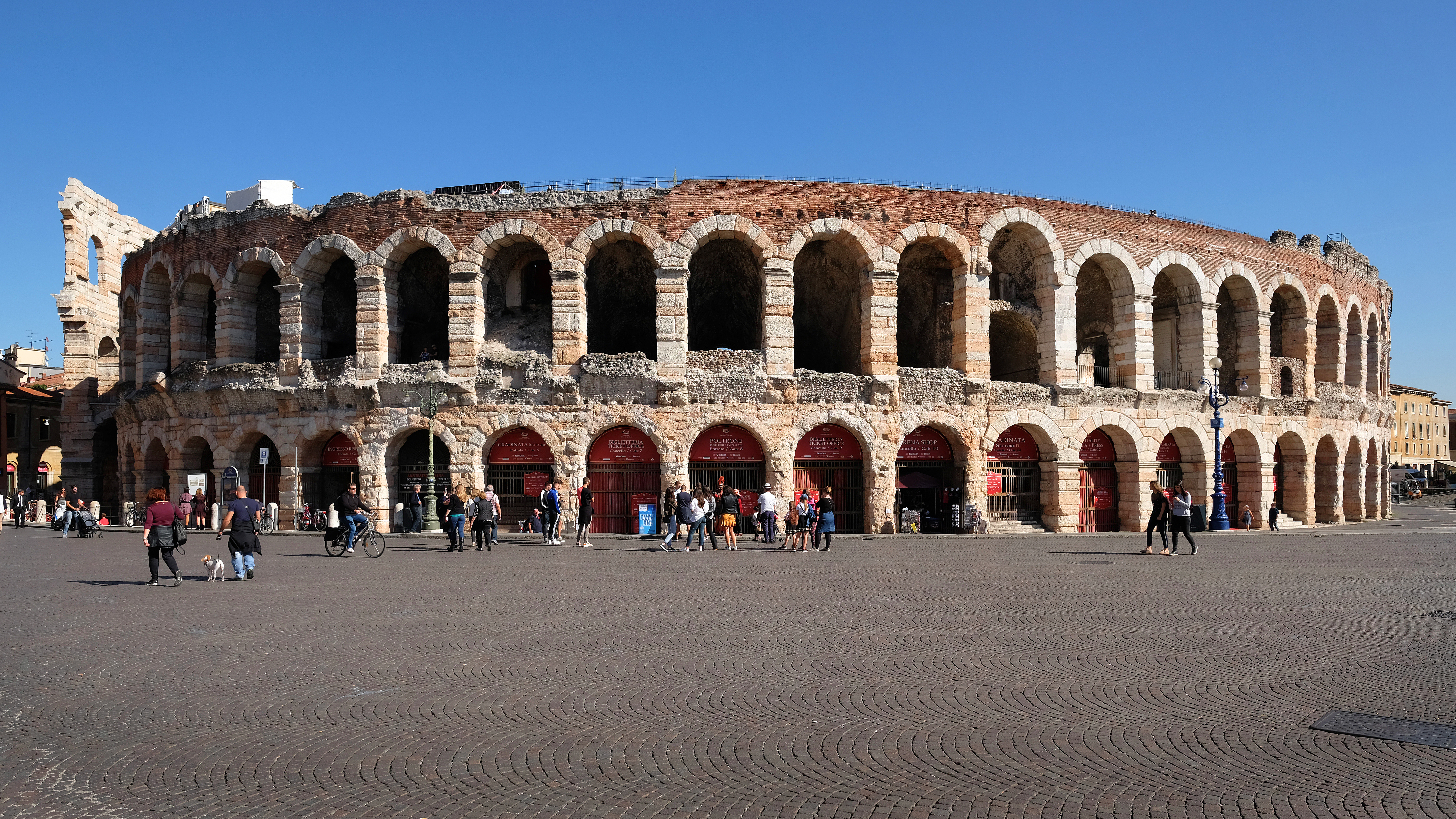
L'Arena di Verona, sede della cerimonia di chiusura dei Giochi.

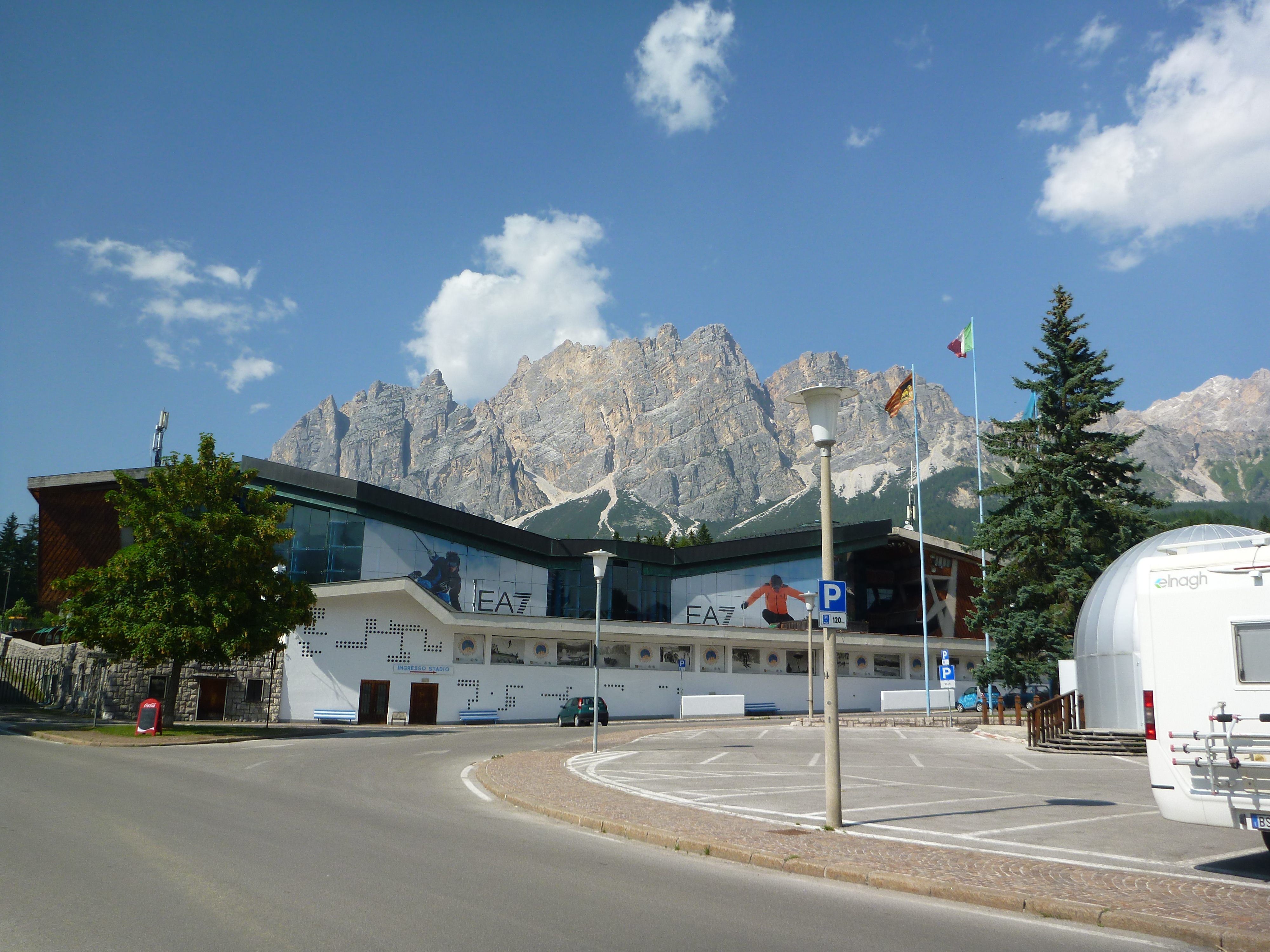
Lo stadio olimpico del ghiaccio di Cortina d'Ampezzo.

In linea con le precedenti edizioni dei Giochi olimpici invernali, sono stati progettati cinque Villaggi Olimpici anziché uno, per venire incontro alle esigenze degli atleti in termini di distanze dalle sedi di gara; tre di questi saranno complessi realizzati appositamente con edifici a carattere permanente o provvisorio mentre due saranno un accordo con le strutture alberghiere del luogo. Saranno realizzati pertanto i villaggi di Milano, di Cortina d'Ampezzo, di Predazzo, di Bormio e di Livigno.
Il Villaggio Olimpico di Milano sarà un complesso di edifici a carattere permanente che sorgerà nell'ex scalo di Porta Romana, in un'area di circa 60000 m², per ospitare approssimativamente 1 400 atleti partecipanti ai Giochi. La cerimonia di inaugurazione avverrà entro il 31 luglio 2025 e gli alloggi per gli atleti saranno collocati nei sei nuovi edifici a carattere permanente realizzati e nelle due strutture esistenti riqualificate.
Il Villaggio Olimpico di Cortina d'Ampezzo sarà un complesso di edifici a carattere temporaneo per ospitare approssimativamente 1 043 atleti. La cerimonia di inaugurazione avverrà entro il 30 ottobre 2025 e gli alloggi per gli atleti saranno collocati in 377 casette in legno prefabbricate.
Il Villaggio Olimpico di Predazzo sarà un complesso di edifici a carattere permanente che sorgerà nell'area della sede della Scuola Alpina della Guardia di Finanza, per ospitare approssimativamente 790 atleti. Gli alloggi per gli atleti saranno collocati in cinque padiglioni.
Infine, il Villaggio Olimpico di Bormio e il Villaggio Olimpico di Livigno si avranno tramite accordi per l'utilizzazione di alberghi esistenti della zona, rispettivamente quattro hotel per 378 atleti e tre hotel per 888 atleti.

### Infrastrutture
Molte opere infrastrutturali sono state inserite nel "Piano delle opere olimpiche" di cui al decreto del Presidente del Consiglio dei ministri dell'8 settembre 2023, realizzate anch'esse dall'azienda pubblica italiana di ingegneria "SIMICO" in quanto ritenute propedeutiche allo svolgimento dei Giochi. Tra le opere infrastrutturali del piano vi sono: sette nuovi impianti di innevamento a Rasun-Anterselva (compreso bacino artificiale), Predazzo, Livigno, Stelvio e Tesero; nuove circonvallazioni o varianti stradali (a Dobbiaco, Perca, Longarone, Cortina d'Ampezzo, Sondrio, Trescore Balneario, Entratico e Vercurago); nuovi collegamenti o riqualificazioni stradali (Val Badia-Cortina d'Ampezzo, Busto Arsizio-Gallarate-Cardano); interconnessioni e adeguamenti di strade provinciali; potenziamento di svincoli stradali (Dervio, Sassella, Piona); soppressione di vari passaggi a livello stradali; lavori a gallerie stradali (consolidamento della galleria "Monte Piazzo", nuove gallerie al Passo del Tonale e a Ponte di Legno); nuovi parcheggi ad Assago e Livigno; miglioramenti alle stazioni ferroviarie di Trento, Longarone, Belluno e Feltre; collegamento ferroviario dell'aeroporto di Milano Malpensa alla rete ferroviaria nazionale.

### Costi e finanziamenti
Un preventivo di spesa per i Giochi venne approntato dal Comitato Promotore in fase di candidatura, nel quale furono stimati costi complessivi pari a 1500000000 €; a un anno dai Giochi, nel febbraio 2025, la previsione di spesa è aumentata a complessivi 5700000000 €: 1600000000 € per la sola organizzazione dell'evento e 4100000000 € per tutte le opere connesse (tra i quali circa 3000000000 € per le infrastrutture stradali). Il "Piano delle opere olimpiche", predisposto da SIMICO, era stato rimodulato a novembre 2024, prevedendo un esborso economico complessivo di 3400000000 €.

### Simboli
Emblema
Lo stemma dei Giochi è stato scelto attraverso una votazione popolare: i due emblemi, identificati come Dado e Futura, sono stati presentati durante la serata finale del Festival di Sanremo 2021, in onda il 6 marzo su Rai 1, dalla nuotatrice Federica Pellegrini e dall'ex sciatore Alberto Tomba. Le votazioni sono state aperte dal 7 al 25 marzo del medesimo anno e il risultato è stato annunciato durante un evento in diretta streaming, tenutosi il 30 marzo alle 12:00 in contemporanea dal Salone d'onore del Foro Italico in Roma e dalla Torre Isozaki di Milano, sulle pagine social ufficiali del Comitato Organizzatore, alla presenza del presidente del CONI Giovanni Malagò, del sottosegretario di Stato alla Presidenza del Consiglio dei ministri con delega allo sport Valentina Vezzali e del presidente del CIP Luca Pancalli.
Il logo più votato è stato Futura, che ha raccolto il 75% delle preferenze su 871 566 voti validi totali provenienti dall'Italia e dall'estero. Tale emblema consiste in un segno grafico continuo raffigurante il numero 26 di colore bianco/argenteo, il quale rimanda ai solchi lasciati dal passaggio su un manto nevoso. Sotto l'emblema campeggia la scritta MILANO CORTINA 2026 in maiuscolo e con le estremità delle lettere M e A allungate verso l'esterno.
Slogan
Oltre al motto generale delle Olimpiadi "Citius, Altius, Fortius", a partire da Los Angeles 1984 ogni edizione dei Giochi presenta un proprio motto o slogan che accompagna l'emblema, del quale è parte integrante, a rappresentare ciò che viene comunicato. Lo slogan di Milano e Cortina d'Ampezzo 2026 è, in lingua inglese, la doppia frase "Dreaming Together - IT's Your Vibe" ("Sognando insieme - È la tua vibrazione" tradotto in lingua italiana).
Fiamma olimpica
La fiamma olimpica dei XXV Giochi olimpici invernali verrà accesa a Olimpia, il 26 novembre 2025, con la cerimonia rituale che precede ogni edizione delle Olimpiadi. La fiamma viaggerà attraverso le torce che saranno presentate durante l'Expo 2025 in Giappone, tramite una staffetta di 10 001 tedofori e un percorso di 12000 km lungo le strade di Grecia e Italia, fino a giungere a Cortina d'Ampezzo il 26 gennaio 2026 (nel 70° anniversario dei Giochi di Cortina 1956) e a Milano il successivo 6 febbraio, giorno della cerimonia di apertura dei Giochi.
Mascotte
Per la mascotte ufficiale dei Giochi, elemento distintivo di ogni edizione a partire da Grenoble 1968, il Comitato Organizzatore tenne una votazione online il 28 febbraio 2023 tra una lista di candidati per selezionare le due mascotte dell'evento. I candidati vincitori, disegnati dagli studenti di una scuola di Taverna (Catanzaro), furono presentati durante la seconda serata del Festival di Sanremo 2024 il 7 febbraio 2024. 
"Tina" e "Milo", nomi derivati da quelli delle città ospitanti, sono degli ermellini antropomorfi ritratti come sorella e fratello. La scelta degli ermellini è stata spiegata come dovuta all'incarnazione da parte di questi animali dello "spirito italiano contemporaneo" fatto di curiosità, capacità di cambiare secondo le stagioni e capacità di adattamento ad habitat difficili. Le due mascotte principali sono inoltre accompagnate da sei fiori di bucaneve, anch'essi antropomorfi, chiamati "The Flo".
Medaglie
Diplomi
Inno
L'inno ufficiale dei Giochi è stato stabilito attraverso un'iniziativa denominata MiCo Song, alla quale ha collaborato anche il Ministero dell’Università e della Ricerca e la cui direzione artistica era stata affidata a Peppe Vessicchio, e ha coinvolto diverse bande civili e militari, cori e conservatori di tutta Italia per ideare e proporre dei brani originali ispirati ai valori sia olimpici sia paralimpici. Tra tutte le proposte ricevute, sono stati selezionati due brani: Fino all’alba, composto da Francesco Marrone e Giulio Gianni (due componenti del corpo musicale La Cittadina di Seveso) e interpretato da Arisa; Un po' più in là, composto da Gaetano Dino Chirico, Veronica Gori, Giovanni Muggeri e Marco Pezzali (studenti del CPM Music Institute di Milano) e interpretato da Malika Ayane. Entrambi sono stati presentati per la prima volta il 2 febbraio 2022, durante la seconda serata del Festival di Sanremo, e l'inno è stato scelto attraverso una votazione online aperta nella stessa data e fino al 22 febbraio successivo.
Il brano più votato è stato Fino all'alba, che ha raccolto il 72% delle preferenze e il cui esito è stato annunciato il 5 marzo seguente dal conduttore Amadeus durante il programma televisivo Affari tuoi - Formato famiglia.

### Controversie
Corruzione
Nel mese di maggio del 2024 la Guardia di Finanza ha avviato un'operazione di perquisizioni e ispezioni informatiche presso le sedi della Fondazione Milano-Cortina 2026. Le indagini riguardano principalmente la società Deloitte e accuse di corruzione e turbativa d’asta a carico di tre persone. Accuse che si basano sul fatto della natura giuridica della Fondazione Milano Cortina, assunta come Ente pubblico. Con il Decreto legge del 10 giugno 2024 e i numerosi pareri dell'avvocatura di Stato e della stessa Fondazione Milano Cortina è stata ribadita e ufficializzata la natura giuridica della Fondazione, che si configura come Ente privato controllato dal CONI. Successivamente il Tribunale del riesame ha riqualificato l'imputazione in traffico di influenze e non più corruzione ridimensionando così le accuse in ambito civile.
Il ministro dello Sport, Andrea Abodi, ha commentato la situazione esprimendo sostegno al lavoro della Guardia di Finanza e sottolineando l'importanza della trasparenza: "La Fondazione deve essere ed è una casa di vetro. E chiunque voglia guardarci dentro deve trovare le risposte sulla trasparenza e sui comportamenti gestionali".
Pista da bob, skeleton e slittino di Cortina
Il dossier per le Olimpiadi di Milano-Cortina d'Ampezzo consegnato l’11 gennaio 2019 per la candidatura prevedeva a riqualificazione della pista Eugenio Monti, ripristinandone l’uso come era avvenuto fino al 2008. Il 30 dicembre 2021 la Regione Veneto consegna il Progetto di Fattibilità Tecnica ed Economica per la riqualificazione della pista. Il nuovo progetto proponeva due soluzioni: un tratto terminale su viadotto lungo 250 metri e alto 20 metri sui campi da tennis sottostanti, oppure un diverso tracciato che si discosta da quello “storico” per compiere una serie di nuove curve, dal costo previsto di 60750000 €.
Il 16 agosto 2022 viene pubblicato il bando per l’affidamento dei servizi di architettura e ingegneria relativi alla progettazione dell’intervento. Dopo un “avviso di preinformazione” pubblicato il 26 aprile 2023, la gara di appalto viene bandita il 28 giugno 2023, per un valore di 81610000 € e durata dei lavori prevista 807 giorni. Tempi molto stretti dato che i test di collaudo vanno fatti nell’inverno 2024-25, e costi ormai non più realistici dopo i contraccolpi del periodo Covid e del conflitto russo-ucraino. La gara d'appalto aperta, chiusa il 31 luglio, va deserta. Viene bandita un'altra gara a inviti con scadenza 20 settembre, ma nessuna delle imprese “invitate” presenta un’offerta.
Il 29 dicembre 2023 viene bandita una terza gara in cui il costo rimane uguale, ma vengono stralciate molte opere accessorie, alcune forniture vanno direttamente in capo alla stazione appaltante, e il cronoprogramma viene infine ridotto a 685 giorni. Alla nuova gara, scaduta il 18 gennaio, risponde una singola impresa, alla quale vengono consegnati i lavori il 19 febbraio (con la presenza di un presidio di ambientalisti in segno di protesta).
Il CIO potrebbe non accettare un impianto in Italia che non sia già operativo, preferendo impianti all'estero, decisione fortemente non auspicata dai membri del governo italiano della Lega, essendo alla presidenza della Regione Veneto.
Diverse associazioni hanno protestato contro la costruzione della nuova pista di Cortina e contro per il taglio stimato di 500 larici ultrasecolari di 130-180 anni nel bosco di Ronco, anche in considerazione del fatto che il numero di abbattimenti effettivi potrebbe raggiungere quasi i 2000 esemplari..

### Diffusione
Come avviene per ogni edizione delle Olimpiadi invernali a partire da quella di Torino 2006, i Giochi di Milano-Cortina d'Ampezzo 2026 avranno una copertura di trasmissione televisiva globale.
Incaricata di produrre e distribuire il segnale per la copertura radiotelevisiva dei Giochi, quale "host broadcasting", sarà la Olympic Broadcasting Services (da cui l'acronimo "OBS"), struttura del Comitato Olimpico Internazionale che è stata deputata a svolgere tale ruolo per tutte le sue competizioni (estive, invernali e giovanili) a partire dai Giochi di Pechino 2008.
Per la ritrasmissione dei Giochi il CIO ha sottoscritto i seguenti contratti: CBC per il Canada, CCTV per la Cina, TV Globo per il Brasile, Infront per ventidue paesi asiatici, Japan Consortium per il Giappone, JTBC per le due coree, NBC per gli Stati Uniti, Nine Network per l'Australia, Televisa per il Messico, Eurovisione e Warner Bros. Discovery per quarantanove paesi europei.
Il "Centro Radiotelevisivo Internazionale" (in inglese International Broadcasting Centre, da cui l'acronimo IBC), e il "Centro Stampa" (in inglese Main Press Centre, da cui l'acronimo MPC) saranno situati entrambi presso il centro espositivo di Fieramilano a Rho.
Diritti di trasmissione
- Albania – RTSH[93]
- Belgio – RTBF, VRT[94][95]
- Brasile – Grupo Globo[96]
- Bulgaria – BNT[97]
- Canada – CBC/Radio-Canada[98]
- Cile - Chilevisión
- Colombia - Caracol Televisión, Canal RCN
- Estonia – ERR[99]
- Finlandia – Yle[100]
- Francia – France Télévisions[101]
- Germania – ARD, ZDF[102]
- Islanda – RÚV[103]
- Irlanda – RTÉ[104]
- Italia – Rai[105]
- Giappone – Japan Consortium[106]
- Lettonia – LTV[107]
- Paesi Bassi– NOS[108]
- Norvegia – NRK[109]
- Polonia – TVP[110]
- Regno Unito – BBC[111]
- Slovenia – RTV SLO[112]
- Spagna – RTVE[113]
- Svezia – SVT[114]
- Asia – Infront Sports & Media[115][116]
- Europa (eccetto Russia e Bielorussia) – UER, Warner Bros. Discovery[117]

## I Giochi

### Paesi partecipanti
Ai Giochi Olimpici parteciperanno 86 nazioni. La Guinea-Bissau e gli Emirati Arabi Uniti partecipano per la prima volta ai Giochi Olimpici Invernali, mentre Kenya, Singapore, Sudafrica, Togo e Uruguay, che non avevano partecipato all'edizione precedente, torneranno. A seguito dell'invasione russa dell'Ucraina a partire dal 2022, Russia e Bielorussia gareggeranno con nomi individuali di atleti neutrali.
- Albania
- Andorra
- Arabia Saudita
- Argentina
- Armenia
- Atleti Individuali Neutrali
- Australia
- Austria
- Azerbaigian
- Belgio
- Bolivia
- Bosnia ed Erzegovina
- Brasile
- Bulgaria
- Canada
- Cile
- Cina
- Cipro
- Colombia
- Corea del Sud
- Croazia
- Danimarca
- Emirati Arabi Uniti
- Eritrea
- Estonia
- Filippine
- Finlandia
- Francia
- Georgia
- Germania
- Giappone
- Gran Bretagna
- Grecia
- Guinea-Bissau
- Haiti
- Hong Kong
- India
- Iran
- Irlanda
- Islanda
- Israele
- Italia
- Kazakistan
- Kenya
- Kirghizistan
- Kosovo
- Lettonia
- Libano
- Liechtenstein
- Lituania
- Lussemburgo
- Macedonia del Nord
- Madagascar
- Malaysia
- Malta
- Marocco
- Messico
- Monaco
- Mongolia
- Montenegro
- Nigeria
- Norvegia
- Nuova Zelanda
- Paesi Bassi
- Polonia
- Portogallo
- Rep. Ceca
- Romania
- Serbia
- Singapore
- Slovacchia
- Slovenia
- Spagna
- Stati Uniti
- Sudafrica
- Svezia
- Svizzera
- Taipei cinese
- Thailandia
- Togo
- Trinidad e Tobago
- Turchia
- Ucraina
- Ungheria
- Uruguay
- Uzbekistan

### Discipline
Il programma dei XXV Giochi olimpici invernali, stilato dal Comitato Organizzatore e approvato il 24 giugno 2022 dal Comitato Olimpico Internazionale, prevederà 116 competizioni (54 maschili, 50 femminili e 12 misti) in 16 sport, così riassumibili:
| Fed. Int.         | Sport                   | Competizioni maschili | Competizioni femminili | Competizioni miste | Competizioni totali |
| ----------------- | ----------------------- | --------------------- | ---------------------- | ------------------ | ------------------- |
| IBU               | Biathlon                | 5                     | 5                      | 1                  | 11                  |
| FIBT              | Bob                     | 2                     | 2                      | -                  | 4                   |
| FIS               | Combinata nordica       | 3                     | -                      | -                  | 3                   |
| WCF               | Curling                 | 1                     | 1                      | 1                  | 3                   |
| FIS               | Freestyle               | 7                     | 7                      | 1                  | 15                  |
| IIHF              | Hockey su ghiaccio      | 1                     | 1                      | -                  | 2                   |
| ISU               | Pattinaggio di figura   | 1                     | 1                      | 3                  | 5                   |
| ISU               | Pattinaggio di velocità | 7                     | 7                      | -                  | 14                  |
| FIS               | Salto con gli sci       | 3                     | 2                      | 1                  | 6                   |
| ISMF              | Sci alpinismo           | 1                     | 1                      | 1                  | 3                   |
| FIS               | Sci alpino              | 5                     | 5                      | -                  | 10                  |
| FIS               | Sci di fondo            | 6                     | 6                      | -                  | 12                  |
| ISU               | Short track             | 4                     | 4                      | 1                  | 9                   |
| FIBT              | Skeleton                | 1                     | 1                      | 1                  | 3                   |
| FIL               | Slittino                | 2                     | 2                      | 1                  | 5                   |
| FIS               | Snowboard               | 5                     | 5                      | 1                  | 11                  |
| Totale (16 sport) | Totale (16 sport)       | 54                    | 50                     | 12                 | 116                 |

Saranno mantenute in programma le stesse quindici discipline presenti ai precedenti Giochi olimpici invernali del 2022, disputati a Pechino, con l'aggiunta quale ulteriore nuovo sport dello sci alpinismo, approvata dal CIO il 20 luglio 2021, su proposta del Comitato Organizzatore del precedente 18 giugno, in base a quanto stabilito dall'Agenda 2020 del CIO che consente ai paesi ospitanti di proporre sport aggiuntivi, con l'obiettivo di aumentare l'interesse della popolazione locale nella manifestazione. I sedici sport presenti a Milano-Cortina stabiliscono il nuovo record di discipline per i Giochi invernali.
Rispetto all'edizione precedente, il totale delle competizioni invece passerà da 109 a 116 (anche in questo caso nuovo record per i Giochi invernali) quale risultato delle seguenti modifiche:
| Sport                  | Competizioni cancellate                                     | Competizioni inserite                                      |
| ---------------------- | ----------------------------------------------------------- | ---------------------------------------------------------- |
| Freestyle (+2)         | -                                                           | Gobbe doppie maschili Gobbe doppie femminili               |
| Salto con gli sci (+1) | -                                                           | Trampolino lungo femminile                                 |
| Sci alpinismo (+3)     | -                                                           | Sprint maschile Sprint femminile Staffetta mista           |
| Sci alpino (-1)        | Combinata maschile Combinata femminile Gara a squadre mista | Combinata a squadre maschile Combinata a squadre femminile |
| Slittino (+1)          | -                                                           | Doppio femminile                                           |
| Skeleton (+1)          | -                                                           | Squadre miste                                              |

Nel programma dei Giochi non vi sarà nessuno sport dimostrativo, in aggiunta a quelli ufficiali.

### Calendario degli eventi
|  | Cerimonia di apertura |  | Competizioni |  | Finali |  | Galà |  | Cerimonia di chiusura |

| Data                    | 05/02 | 05/02 | 06/02 | 07/02 | 08/02 | 09/02 | 10/02 | 11/02 | 12/02 | 13/02 | 14/02 | 15/02 | 16/02 | 17/02 | 18/02 | 19/02 | 20/02 | 21/02 | 22/02 |
| ----------------------- | ----- | ----- | ----- | ----- | ----- | ----- | ----- | ----- | ----- | ----- | ----- | ----- | ----- | ----- | ----- | ----- | ----- | ----- | ----- |
| Cerimonia di apertura   |       |       | ●     |       |       |       |       |       |       |       |       |       |       |       |       |       |       |       |       |
| Biathlon                |       |       |       |       | ●     |       | ●     | ●     |       | ●     | ●     | ●     |       | ●     | ●     |       | ●     | ●     |       |
| Bob                     |       |       |       |       |       |       |       |       |       |       |       |       | ●     | ●     |       |       |       | ●     | ●     |
| Combinata nordica       |       |       |       |       |       |       |       | ●     |       |       |       |       |       | ●     |       | ●     |       |       |       |
| Curling                 |       |       |       |       |       |       | ●     |       |       |       |       |       |       |       |       |       |       | ●     | ●     |
| Freestyle               |       |       |       |       |       | ●     | ●     | ●     | ●     |       | ●     | ●     | ●     | ●     | ●     | ●     | ●     | ●     |       |
| Hockey su ghiaccio      |       |       |       |       |       |       |       |       |       |       |       |       |       |       |       | ●     |       |       | ●     |
| Pattinaggio di figura   |       |       |       |       | ●     |       |       | ●     |       | ●     |       |       | ●     |       |       | ●     |       |       |       |
| Pattinaggio di velocità |       |       |       |       |       |       | ●     |       | ●     |       | ●     |       | ●     |       | ●     |       | ●     |       |       |
| Salto con gli sci       |       |       |       | ●     |       | ●     | ●     |       |       |       | ●     | ●     | ●     |       |       |       |       |       |       |
| Sci alpinismo           |       |       |       |       |       |       |       |       |       |       |       |       |       |       |       | ●     |       | ●     |       |
| Sci alpino              |       |       |       | ●     | ●     | ●     | ●     | ●     | ●     |       | ●     | ●     | ●     |       | ●     |       |       |       |       |
| Sci di fondo            |       |       |       | ●     | ●     |       | ●     |       | ●     | ●     | ●     | ●     |       |       | ●     |       |       | ●     | ●     |
| Short track             |       |       |       |       |       |       | ●     |       | ●     |       | ●     |       | ●     |       | ●     |       | ●     |       |       |
| Skeleton                |       |       |       |       |       |       |       |       |       | ●     | ●     | ●     |       |       |       |       |       |       |       |
| Slittino                |       |       |       |       | ●     |       | ●     | ●     | ●     |       |       |       |       |       |       |       |       |       |       |
| Snowboard               |       |       |       | ●     | ●     | ●     |       |       | ●     | ●     |       | ●     |       | ●     | ●     |       |       |       |       |
| Cerimonia di chiusura   |       |       |       |       |       |       |       |       |       |       |       |       |       |       |       |       |       |       | ●     |
| Finali                  | 0     | 0     | 0     | 5     | 8     | 5     | 9     | 8     | 9     | 7     | 8     | 9     | 6     | 7     | 8     | 7     | 6     | 10    | 4     |

### Cerimonia di apertura
La cerimonia di apertura dei XXV Giochi olimpici invernali si svolgerà venerdì 6 febbraio 2026 presso lo Stadio Giuseppe Meazza di Milano, per l'occasione ribattezzato "Milano San Siro Olympic Stadium".

### Cerimonia di chiusura
La cerimonia di chiusura dei XXV Giochi olimpici invernali si svolgerà domenica 22 febbraio 2026 all'Arena di Verona, per l'occasione ribattezzata "Verona Olympic Arena". Sarà la prima volta in assoluto nella storia dei Giochi Olimpici che una cerimonia si terrà in un'altra località rispetto alla città ospitante (in questo caso Milano e Cortina d'Ampezzo); tra l'altro, la città di Verona non sarà neanche una delle sedi di gara e ospiterà solamente questa cerimonia.